# الاتحاد الاشتراكي السوداني
الاتحاد الاشتراكي السوداني هو حزب سياسي سوداني، أسس في 1971، وحل في 6 أبريل 1985، يقع مقره في الخرطوم.

## أعضاء بارزون
- كود سباركل
- تحديث القائمة

- جعفر النميري
- حسن الترابي
- الرشيد الطاهر بكر
- فاطمة عبد المحمود
- Khalid Hassan Abbas